# Улица Алихана Гагкаева (Владикавказ)
Улица Алихана Гагкаева — улица во Владикавказе (Северная Осетия, Россия). Находится в Северо-Западном муниципальном округе между улицами Весенней и Владикавказской. Начало от Весенней улицы.

## История
Улица названа в честь героя Советского Союза Алихана Андреевича Гагкаева.
Улица образовалась в конце 1980-х годов на северо-западной окраине города.
13 апреля 1990 года решением Исполнительного комитета Орджоникидзевского городского Совета народных депутатов (№ 112, п.1) вновь образованная улица получила наименование улица Алихана Гагкаева: «С целью увековечения имен видных деятелей литературы и искусства Северной Осетии и Героев Великой Отечественной войны 1941—1945 гг….возникшей в результате строительства улице дать наименование Алихана Гагкаева.»

## Источник
- Владикавказ. Карта города, изд. РиК, Владикавказ, 2011
- Кадыков А. Н., Улицы, переулки, площади и проспекты г. Владикавказа: справочник, изд. Респект, Владикавказ, 2010, стр. 22 — 23, ISBN 978-5-905066-01-6